# Cecidomyia basalis
Cecidomyia basalis är en tvåvingeart som först beskrevs av Walker 1856.  Cecidomyia basalis ingår i släktet Cecidomyia och familjen gallmyggor. Inga underarter finns listade i Catalogue of Life.